# Landou (cărucior)

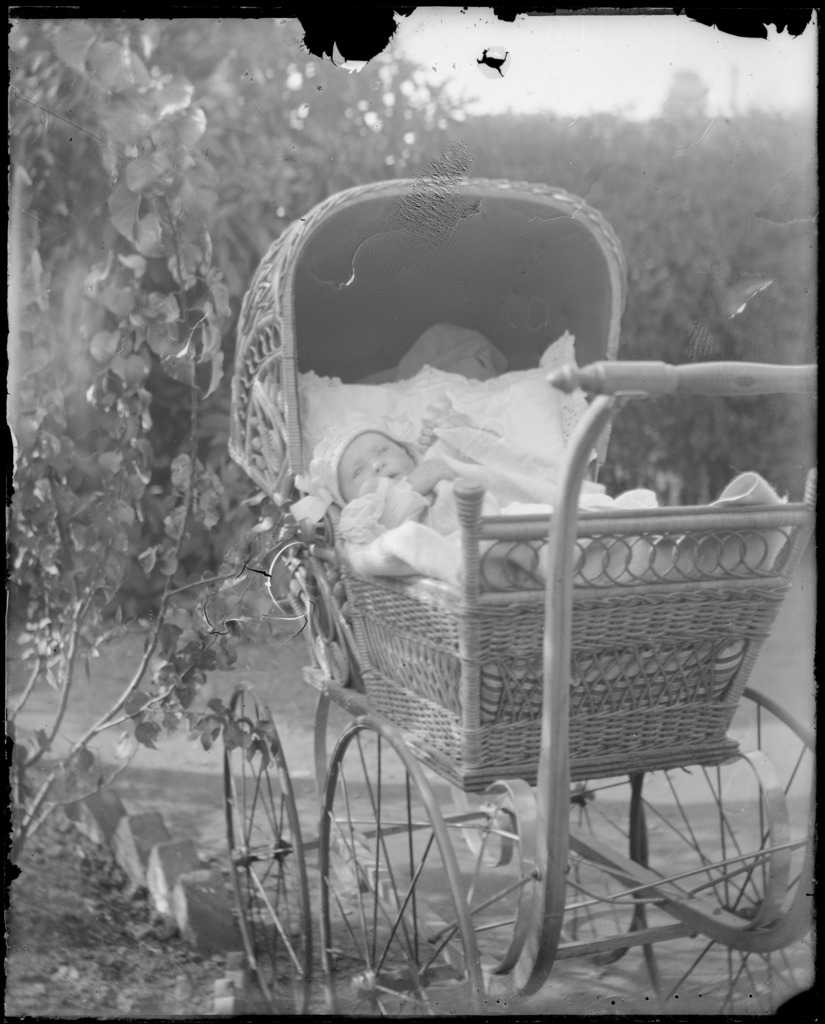
Landou

Landoul este un cărucior pentru copii de dimensiuni mari, acoperit, în care copilul stă întins pe spate. Datorită acestei poziții, el este rareori folosit după ce copilul poate sta în șezut.
Numele provine de la trăsura cu același nume. Spre deosebire de cărucioarele moderne, landoul nu este pliabil, deși poate fi instalat pe cadre comune cu alte tipuri de cărucioare.